# Iphinoe trispinosa
Iphinoe trispinosa is een zeekomma uit de familie Bodotriidae.

## Kenmerken
Iphinoe trispinosa is een slanke zeekomma die tot 10 millimeter lang wordt. De carapax is ongeveer tweemaal zo lang als hoog en vrij glad bij het mannetje, dat een afgerond pseudorostrum bezit. Het vrouwtje draagt 2 tot 6 kleine tandjes in het midden van de dorsale richel op de carapax en heeft een scherp uitlopend pseudorostrum. Zowel mannetjes als vrouwtjes bezitten sterk gepigmenteerde ogen. Het mannetje draagt — zoals alle soorten van de familie Bodotriidae — vijf paar pleopoden (zwempootjes).
De kleur is witachtig tot strokleurig.

## Ecologie
De soort komt voor in fijn zand met wat slib, vanaf de getijdenzone tot op een diepte van 150 meter. Tijdens zomerse nachten komen de mannetjes uit het zand en zwermen naar het oppervlak, vaak aangetrokken door licht. Men treft ze aan van Noorwegen tot voor de Marokkaanse kust, rond de Canarische Eilanden en in de Middellandse Zee.

## Synoniemen
- Cuma trispinosa Goodsir, 1843
- Iphinoe gracilis Bate, 1856
- Iphinoe algarbiensis Candejas, 1929